# DT Virginis
DT Virginis, denominata anche Ross 458, è un sistema stellare visibile nella costellazione della Vergine. Dista circa 38 anni luce dal sistema solare.
Il sistema si compone di una coppia di nane rosse, almeno una delle quali è una variabile BY Draconis, con brillamenti che la classificano anche come variabile UV Ceti. Il sistema inoltre è anche una sorgente di raggi X.
Una nana bruna sarebbe la terza componente del sistema, in orbita attorno alla coppia AB.

## Osservazione
Si tratta di una stella situata nell'emisfero celeste boreale, ma molto in prossimità dell'equatore celeste; ciò comporta che possa essere osservata da tutte le regioni abitate della Terra senza alcuna difficoltà e che sia invisibile soltanto nelle aree più interne del continente antartico. Nell'emisfero nord invece appare circumpolare solo molto oltre il circolo polare artico, più a nord della latitudine 78°N. Tuttavia, con una magnitudine pari a 9,75, non è visibile ad occhio nudo. Appare meno di due gradi a Nord della stella ε Virginis ed a meno di 10' a Sud-Est della galassia NGC 4880.
Il periodo migliore per la sua osservazione nel cielo serale ricade durante i mesi della primavera boreale, che corrispondono alla stagione autunnale nell'emisfero australe. Il periodo di visibilità rimane indicativamente lo stesso, grazie alla posizione della stella in prossimità all'equatore celeste.
La stella possiede un elevato moto proprio, traslando sulla sfera celeste alla velocità di circa 0,6 arcsec per anno.

## Caratteristiche

### Ross 458 A
La primaria Ross 458 A è una nana rossa di classe M0.5, con una massa pari al 60% della massa solare. È una stella molto attiva, che ruota molto rapidamente su sé stessa, con un periodo compreso tra 1,54 e 2,89 giorni. Manifesta un'intensa attività magnetica ed è probabilmente la sorgente dell'emissione di raggi X rilevata nel sistema.
La notevole attività della primaria e l'intensa emissione Hα presente nel suo spettro, permettono di limitare, rispettivamente superiormente e inferiormente, l'età del sistema, che risulta compresa tra 150 e 800 milioni di anni.
Per la metallicità del sistema sono stati forniti valori compresi tra [Fe/H]= +0,31±0,05 e [Fe/H]= +0,20±0,05, superiore dunque a quella solare.

### Ross 458 B
La compagna Ross 458 B è anch'essa una nana rossa, di classe M7, con una massa compresa tra il 6 ed il 9% della massa solare, ovvero compresa tra il 10 e il 15% della primaria. La componente B completerebbe una rotazione attorno alla primaria in 14,5 anni. La condizione di rotazione sincrona, tuttavia, non si sarebbe ancora stabilita.

### Ross 458 C
Una terza componente nel sistema è stata scoperta visualmente nel 2010. Ross 458 C è una nana bruna, che orbita intorno al sistema costituito dalla coppia AB ad una distanza di 1190 UA - un'orbita dunque molto larga. La nana bruna ha una massa di 9±3 MJ, o di 11,3±4,5 MJ, con dimensioni confrontabili con quelle di Giove. La sua luminosità è pari a −5,62±0,03 L⊙.
Diversi studi concordano sul fatto che siano presenti delle nuvole nell'atmosfera della nana bruna, che potrebbero spiegare anche alcuni aspetti della sua colorazione. Le analisi dei dati acquisiti con lo spettrografo FIRE, montato sul telescopio Baade presso l'osservatorio di Las Campanas in Cile, hanno permesso di rilevare la presenza di acqua, metano, idrogeno molecolare e potassio nell'atmosfera della nana bruna. Infine, osservazioni condotte con il telescopio spaziale Hubble suggeriscono un periodo di rotazione per Ross 458 C di poco inferiore alle 7 ore. Gli stessi dati suggeriscono inoltre che le nuvole possano essere composte da solfuro di sodio.

### Associazione stellare
Per le caratteristiche del suo moto entro la Galassia, il sistema è stato identificato nel novembre del 2011 come appartenente alla corrente delle Iadi, sebbene studi precedenti avessero categoricamente smentito tale associazione. Uno studio del 2018 suggerisce, invece, che il sistema appartenga al gruppo cinematico Carina-Near.
La stella più vicina al sistema è Gliese 505, anch'essa una stella binaria formata da una nana arancione e da una nana rossa, ad una distanza di 3,9 anni luce. Tra le stelle più luminose presenti entro i 15 anni luce dal sistema ci sarebbero nell'ordine Mufrid, Porrima, Denebola, β Comae Berenices, Arturo e β Virginis.